# Oligodon octolineatus
Oligodon octolineatus es una especie de serpiente del género Oligodon, familia Colubridae. También conocida como serpiente rayada de kukri. Fue descrita científicamente por Schneider en 1801.
Se distribuye por Indonesia y Malasia. Habita en bosques, parques y jardines y no es venenosa.

## Descripción
Mide aproximadamente 68 centímetros de longitud. Posee bandas o rayas longitudinales y algunas laterales de color marrón o verde. Es de hábitos nocturnos.

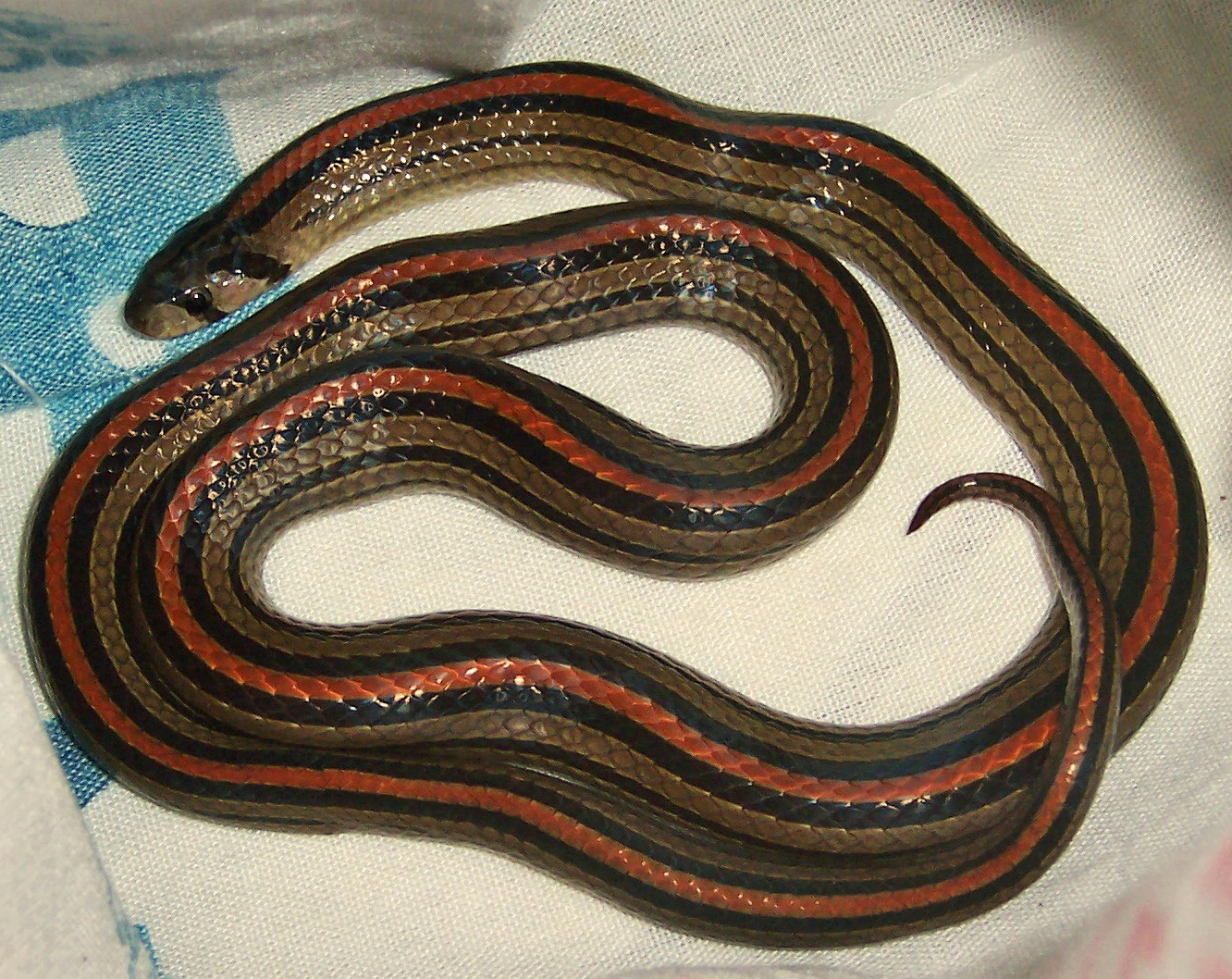
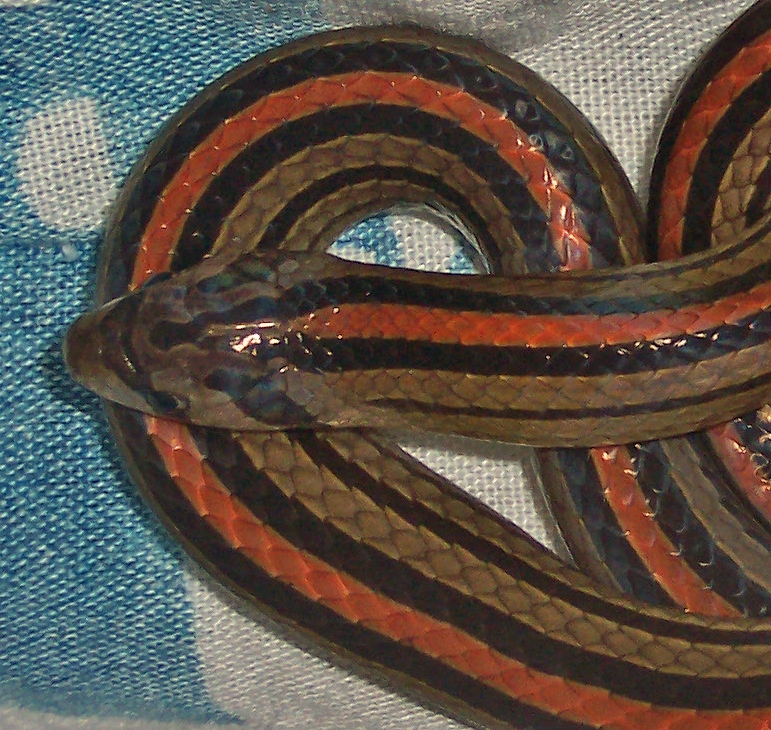
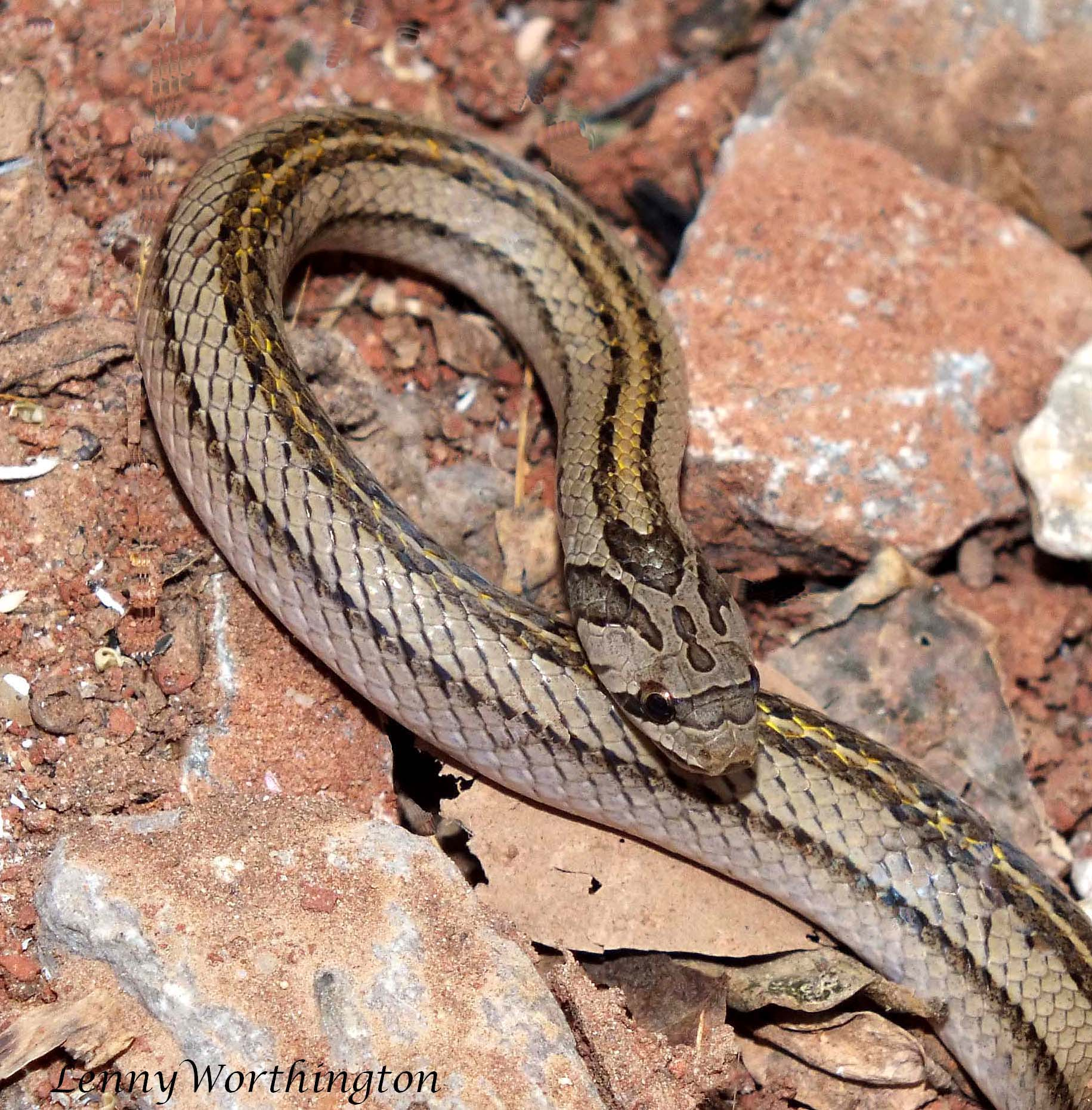